# Athyrma subpunctata
Athyrma subpunctata là một loài bướm đêm trong họ Erebidae.